# Edward Tufte

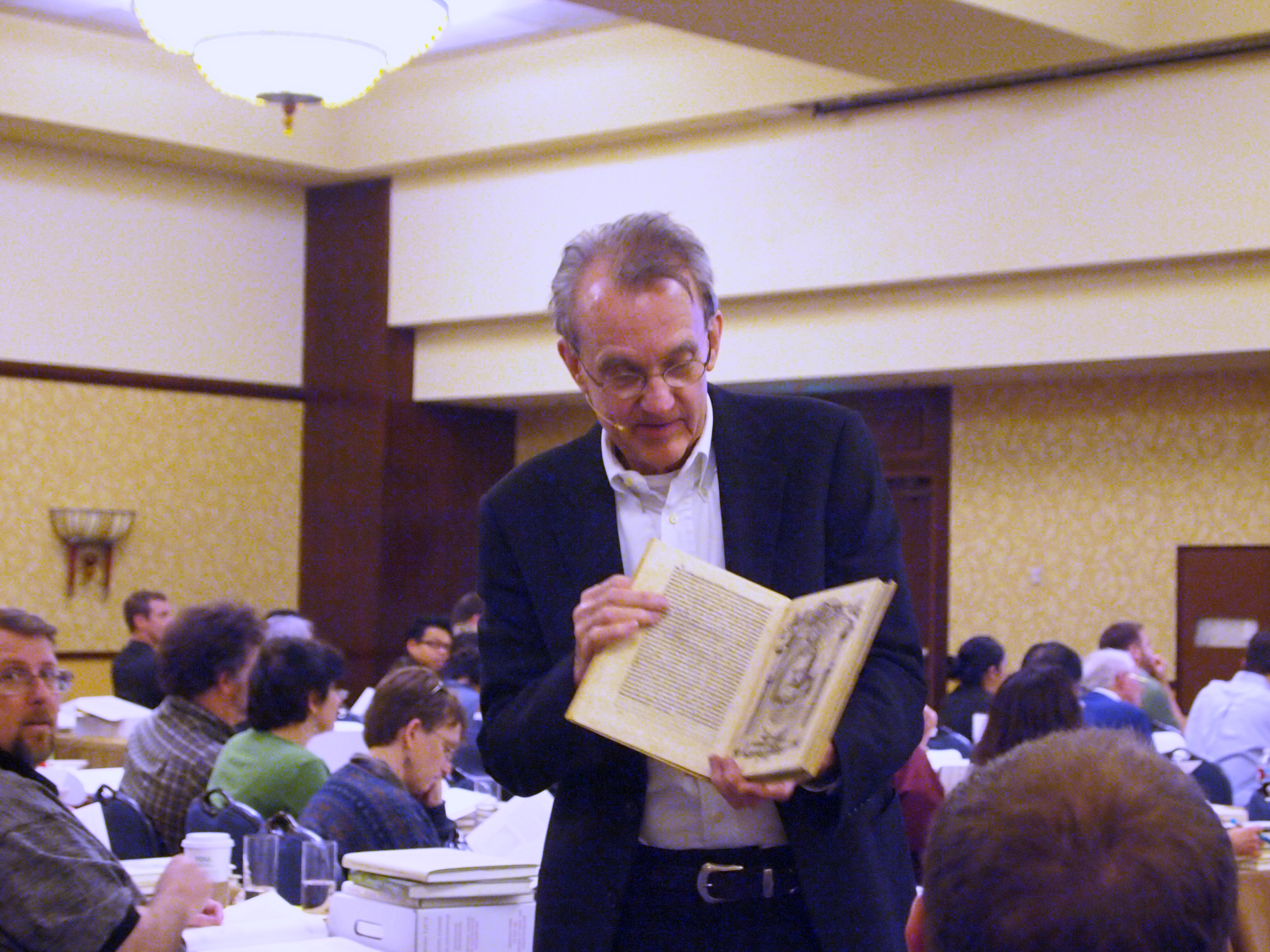
Edward Tufte (2011)

Edward Rolf Tufte (Aussprache: ˈtʌf.ti) (* 14. März 1942 in Kansas City, Missouri) ist ein US-amerikanischer Informationswissenschaftler und Grafikdesigner.

## Leben
Edward R. Tufte studierte nach seinem Schulabschluss an der Beverly Hills High School in Beverly Hills 1960 Statistik und Politische Wissenschaften an der Stanford University und wurde 1965 an der Yale University promoviert. Nach seinem Abschluss war er von 1967 bis 1971 Professor an der Princeton University.
Tufte war von 1971 bis zu seiner Emeritierung 2004 Professor für Statistik, Grafikdesign und politische Wissenschaft an der Yale University und ist Fachmann für die Gestaltung und Präsentation von Informationsgrafiken, wie Zahlenbilder und Diagramme. Er ist Mitglied der Amerikanischen statistischen Gesellschaft sowie, seit 1993, der American Academy of Arts and Sciences, und hatte Forschungsstipendien der Guggenheim Foundation und des Center for Advanced Studies in Behavioral Sciences. Er wurde mit sieben Ehrendoktoraten ausgezeichnet.

## Arbeit
Sein Arbeitsschwerpunkt ist die visuelle Vermittlung von Information: Informationsvisualisierung, Informationsgrafik, Informationsdesign und visuelle Bildung.
Er prägte den Begriff „Chartjunk“ (etwa: „Chartmüll“ oder „Diagrammschmutz“), um nutzlose, informationslose oder informationsverdunkelnde Bestandteile von Übersichten zu kennzeichnen. Er fordert, in visuellen Darstellungen jegliche dekorativen Elemente zu unterlassen und Tinte nur zu benutzen, um wirklich bedeutende Daten zu übermitteln, auszuwerten und zu deuten. In diesem Zusammenhang benutzte er den Begriff „Data Ink“ bzw. „Data–Ink Ratio“.
Tufte entwickelte Sparklines, eine grafische Methode, um Veränderungen und Trends (etwa Schwankungen der Temperatur oder von Wechsel- oder Börsenkursen) platzsparend zu veranschaulichen. Die Sparkline zeichnet die Entwicklung nach, geht aber im Unterschied zu sonst üblichen Graphiken vertikal kaum über die Höhe der Druckzeile hinaus.
In Europa wurde er weiteren Kreisen durch seine Kritik an PowerPoint bekannt. Er kritisiert, dass Powerpoint den Denkstil bestimme und so zu Informationsverlust führe. Zitat: „Powerpoint is evil“. Unter anderem führt er an, dass schlecht aufbereitete Powerpoint-Präsentationen die Informationen innerhalb der NASA behindert hätten und so für den Absturz der Weltraumfähre Columbia mit ursächlich waren.

## Bibliographie
Seine Bücher sind typographisch von ihm selbst gestaltet und gelten im Design als vorbildlich. Keines seiner Werke wurde bisher ins Deutsche übersetzt. Auf seiner Website sind längere Auszüge aus den Büchern zu finden – als Graphik –, eben genau so, wie er sie gedruckt haben wollte.
- Political Control of the Economy. 1980, ISBN 0-691-02180-5.
- Envisioning Information. 1990, ISBN 0-9613921-1-8.
- The Visual Display of Quantitative Information. Graphics Press, Cheshire, Connecticut 2002, ISBN 0-9613921-4-2.
- The Cognitive Style of Power Point. 2004, ISBN 0-9613921-5-0.
- Beautiful Evidence. 2006, ISBN 0-9613921-7-7.